# Mike Bloomfield
Michael Bernard "Mike" Bloomfield, född 28 juli 1943 i Chicago, Illinois, död 15 februari 1981 i San Francisco, Kalifornien, var en amerikansk gitarrist. Han spelade bland annat i banden Paul Butterfield Blues Band och Electric Flag och med Bob Dylan på albumet Highway 61 Revisited.

## Diskografi
Soloalbum
- 1968 – Super Session (med Al Kooper och Stephen Stills)
- 1970 – It's Not Killing Me
- 1973 – Triumvirate (med John Hammond och Dr. John)
- 1976 – If You Love These Blues, Play 'Em As You Please
- 1977 – Analine
- 1978 – Michael Bloomfield
- 1978 – Count Talent and the Originals
- 1979 – Between the Hard Place and the Ground
- 1980 – Living in the Fast Lane
- 1981 – Cruisin' for a Bruisin'
- 1983 – Bloomfield: A Retrospective
- 1987 – I'm With You Always